# Rue Hillel

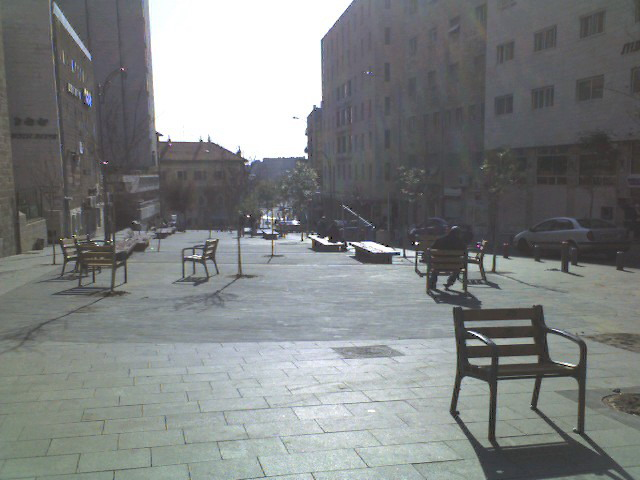

La rue Hillel est une des rues centrales de Jérusalem. 

## Situation et accès
Elle relie la rue du Roi Georges V à la rue Ben Sira et au quartier rénové de Mamilla, parallèlement à la rue piétonne Midrachov ben Yéhoudah. La partie basse de la rue Hillel sépare le Parc de l'Indépendance du quartier Nahalat Shiva.

## Origine du nom
Elle est appelée d'après le nom d'Hillel Hazaken, dernier président du Sanhedrin antique, et grande figure spirituelle dans le monde juif, qui institua la règle d'or de la Torah. Une rue qui lui est parallèle est appelée rue Shammaï, du nom de l'antique adversaire « halakhique » de Hillel. Les concepteurs les ont fait se côtoyer et aller dans la même direction sans jamais se croiser pour éviter un quelconque affrontement.

## Bâtiments remarquables et lieux de mémoire
La plupart des bâtiments de la rue datent de la période du mandat britannique et suivent le style de l'époque.

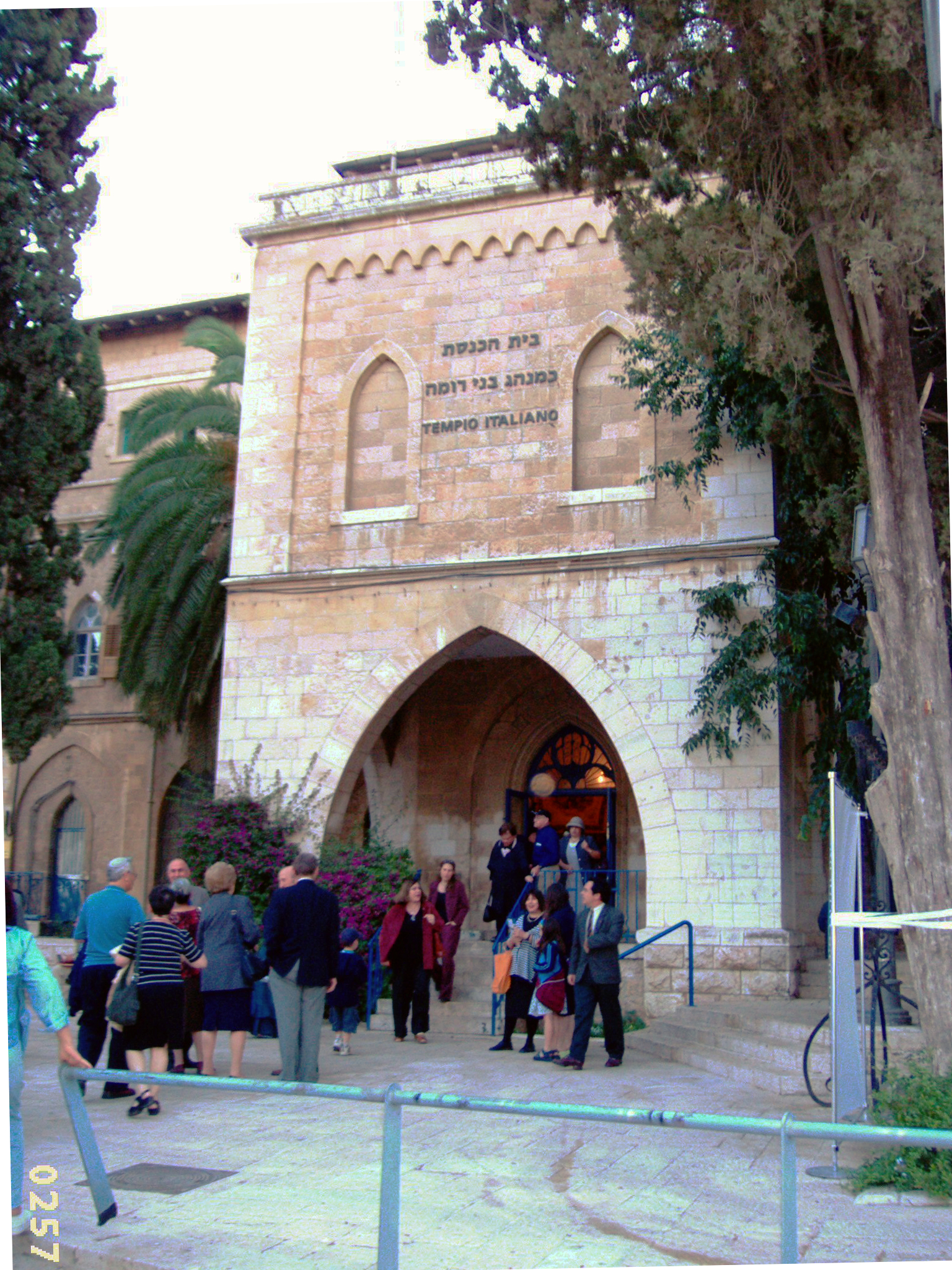
Ancien hôpital allemand construit en 1887, devenu depuis 1952 le musée d'art juif italien et une synagogue.

La rue Hillel se situe dans un quartier d'affaires. On y trouve des magasins, des cafés, des pubs et des immeubles de bureaux. Dans la rue sont installés les premiers établissements de deux chaînes de cafés qui ont commencé leurs activités dans la rue Hillel et qui se sont ensuite développées dans tout le pays : Aroma Espresso Bar et Café Hillel. On y trouve aussi un café de la chaine Arcaffè.

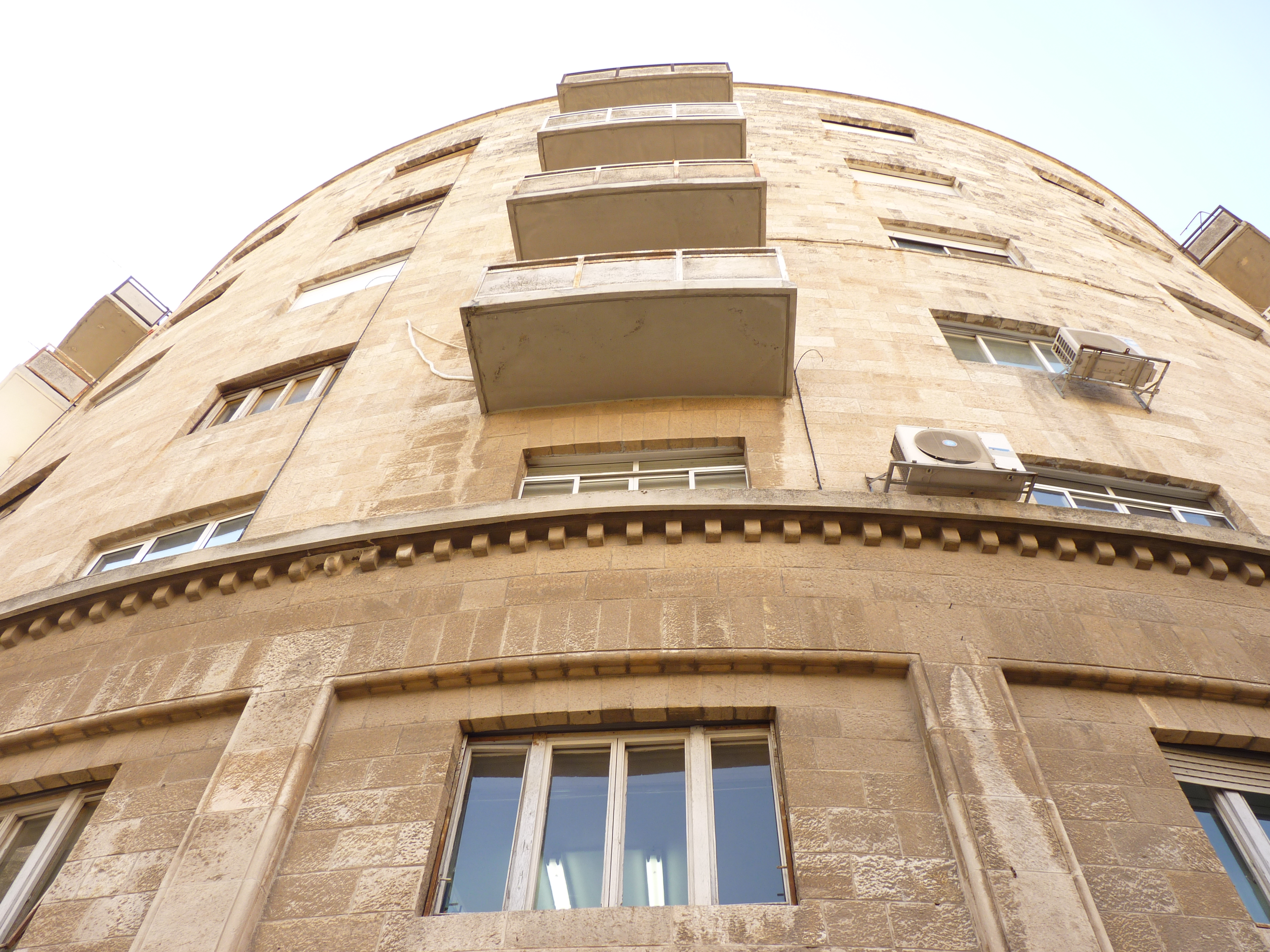
Au coin des rues Hillel et King George.

Parmi les bâtiments remarquables, figurent :
- l'hôtel Eden, anciens bureaux de la Banque d'Israël et aujourd'hui Ministère de l'immigration et de l'intégration
- l'hôtel Jerusalem Tower (Migdal Yéroushalaïm)
- le musée d'art juif italien et la synagogue italienne au 27 rue Hillel
- Beth Agron qui abrite les bureaux du Service de presse du gouvernement israélien